# 14a Divisió Waffen SS de Granaders
La 14a Divisió Waffen SS de Granaders (en alemany, 14. Waffen Grenadier Division der SS (galizische Nr.1)), va ser una divisió de les SS que es basava en l'allistament massiu de voluntaris ucraïnesos a partir del començament de la guerra al Front Oriental, per lluitar contra la Unió Soviètica.

## Historial[1]

Desfilada dels voluntaris de la Divisió, cap al maig de 1943.

Durant l'Operació Barbarroja les tropes de la Wehrmacht alemanya van entrar a Ucraïna i van trobar-hi un conjunt de grups ultranacionalistes que es trobaven disposats a donar suport a l'Alemanya nazi per deslliurar-se del govern soviètic liderat per Stalin; aquests nacionalistes ucraïnesos es van convertir en aliats dels alemanys i font de reclutes per suplir baixes a la Wehrmacht malgrat la forta resistència de Hitler al reclutament de soldats eslaus a les files del Tercer Reich
Els seus assessors militars de la Wehrmacht es van mostrar més pragmàtics davant l'elevada proporció de baixes entre les forces alemanyes. Heinrich Himmler, cap màxim de les SS va aprovar la creació d'una unitat militar autònoma de les Waffen SS formada per ucraïnesos, tant pels que havien viscut sota el règim de l'URSS estalinista o sota la Segona República de Polònia. Es va crear així la "14a Divisió SS de voluntaris "Galítsia" (14. SS-Freiwilligen Division "Galizien") a l'abril de 1943, coneguda informalment com a Divisió Galizien, mentre la major part dels seus reclutes inicials venien de la regió de l'antic estat polonès de Galítsia Oriental, habitada majoritàriament per ucraïnesos i que comprenia l'important centre urbà ucraïnès de Lviv.
La Divisió Galizien va gaudir del dret a disposar de capellans de l'Església Ortodoxa Ucraïnesa (Patriarcat de Kýiv) i de capellans catòlics de ritu ucraïnès, i s'entrenava a la localitat polonesa de Sanok. No obstant això, no seria fins a principis de juny de 1944 quan va entrar en combat en el Front Oriental, i fins llavors estigué en fase d'entrenament. La Divisió Galizien va quedar conformada inicialment per prop d'11 000 homes, majoritàriament ucraïnesos, amb oficials alemanys en els principals llocs de comandament.
A mitjan 1944, la Divisió Galizien es va trobar combatent a la zona de Brodi i Tarnów (Ucraïna Occidental), durant l'Ofensiva Lviv-Sandomierz, en la qual pateix terribles baixes, tot i que comptava amb les mateixes classes d'armes i serveis que qualsevol unitat de les Waffen SS. Els contraatacs soviètics durant aquesta batalla causen serioses pèrdues d'homes i material a la Divisió Galizien, que combat envoltada i en inferioritat numèrica.
A causa de l'alt índex de baixes, la divisió es recompon amb nous reclutes i a principis d'octubre de 1944 és enviada a Eslovàquia per combatre la revolta de partisans antinazis ocorreguda a finals de setembre; després d'esclafar aquesta insurrecció, la Divisió Galizien va ser enviada a la zona limítrofa del nord d'Eslovènia, també per combatre els partisans iugoslaus.
En fer-se evident la derrota alemanya a l'abril de 1945, la Divisió Galizien és replegada a la regió austríaca al voltant de Graz. En aquells dies la Divisió Galizien s'havia recompost en l'anomenat Exèrcit Nacional d'Ucraïna, i es rendí a les tropes britàniques a Àustria al maig de 1945.

## Després de la guerra
Els reclutes de la Divisió Galizien, acompanyats per gran quantitat de refugiats ucraïnesos, van ser internats pels britànics a Itàlia, i després concentrats al voltant de Rímini. Donat que moltíssims d'aquests soldats havien estat anteriorment ciutadans de la Segona República de Polònia, el general Władysław Anders, cap de les tropes del govern polonès a l'exili va accedir a integrar-los sota la seva jurisdicció a finals de 1945 per evitar així que fossin immediatament deportats a l'URSS com si fossin antics ciutadans soviètics.
Gairebé la totalitat de supervivents de la Divisió Galizien i els seus refugiats acompanyants van quedar exclosos de l'ordre de deportació a l'URSS. La majoria d'aquests veterans s'instal·laren al Canadà i als Estats Units a partir de 1946.